# Александренко, Галина Васильевна
Галина Васильевна Александренко (14 июля 1956, Белорецк, Башкирская АССР) — советская биатлонистка, чемпионка (1981) и призёр чемпионата СССР. Мастер спорта СССР международного класса (1983).

## Биография
Окончила ГДОИФК им. П. Ф. Лесгафта (Ленинград, 1978).
Выступала за спортивный клуб «Содовик» и город Стерлитамак. Личный тренер — Миннегали Закирович Мударисов. Становилась неоднократной чемпионкой и призёром чемпионата РСФСР.
На чемпионате СССР 1980 года стала серебряным призёром в эстафете[уточнить]. В 1981 году выиграла чемпионский титул в спринте.
В 1979—1983 годах входила в сборную РСФСР, в 1980—1983 годах — в сборную СССР. Победительница международных соревнований «За дружбу и братство» в Белорусской ССР (1980) и Болгарии (1981) в эстафетной гонке.
Дальнейшая судьба неизвестна.
В декабре 2018г. отдыхала в санатории "Приморье" г. Владивостока. Находится в прекрасной, для своего возраста, спортивной форме.